# قائمة زملاء الجمعية الملكية المنتخبين في 1976
هذه الصفحة تعرض قائمة زملاء الجمعية الملكية المُنتخبين لعام 1976.

## الزملاء
- روبن هوليداي
- Howard Harry Rosenbrock [الإنجليزية]‏
- سيمور بنزر
- Henry Charnock [الإنجليزية]‏
- روجر سبيري
- جيفري إيجلينتون
- جون سميث [الإنجليزية]‏
- دانيال جوزيف برادلي
- باتريشيا كلارك
- Ronald Karslake Starr Wood [الإنجليزية]‏
- William Gilbert Chaloner [الإنجليزية]‏
- Thomas Gerald Pickavance [الإنجليزية]‏